# American Film Institute
L'American Film Institute ("Institut estatunidenc de cinema") és una organització independent de caràcter no lucratiu creada pel programa Nacional Endowment for the Arts, fundada el 1965 quan el president Lyndon B. Johnson signa l'Acta de la Fundació nacional de les arts i de la humanitat. L'American Film Institute es concentra en l'ensenyament, amb el AFI Conservatory, que conserva les velles pel·lícules subjectes a la degradació del seu suport. Malgrat el seu nom, l'AFI no és centrada exclusivament en el cinema, sinó també en la televisió.
El 1973, l'AFI estableix el premi Life Achievement Award
El 1998, el cent aniversari del cinema estatunidenc, l'Afi estrena els seus 100 Years... series, celebrant i promovent l'interès per la història cinematogràfica.
L'organització va obrir l'AFI Silver Theatre a Silver Spring a Maryland, no lluny de Washington.
Cada any, l'American Film Institute estableix la classificació de les 100 millors pel·lícules estatunidenques de la història. Es tracta del top 100 de l'American Film Institute.

## Història
L'American Film Institute va ser fundat per un mandat presidencial anunciat en 1965 al Rose Garden de la Casa Blanca pel llavors president Lyndon B. Johnson - per establir una organització nacional de les arts per preservar el llegat del patrimoni del cinema estatunidenc, educar la pròxima generació de cineastes i honrar els artistes i el seu treball. Dos anys més tard, el 1967, l'AFI va ser establert, recolzat pel National Endowment for the Arts, l'Associació Cinematogràfica d'Amèrica i la Fundació Ford.
La junta directiva original comptava amb 22 membres que incloïa a l'actor Gregory Peck com a president, i l'actor Sidney Poitier com a vicepresident, director Francis Ford Coppola, historiador cinematogràfic Arthur Schlesinger, JR. i cabildero Jack Valenti, i altres representants de les arts i l'acadèmia.
L'institut va establir un programa d'entrenament per a cineastes conegut llavors com el Centre d'Estudis Cinematogràfics Avançats (Center for Advanced Film Studies). També va ser creat durant els primers anys un programa de repertori d'exhibició de cinema al Centre Kennedy per a les Arts Escèniques, i el catàleg de pel·lícules d'AFI - Una font acadèmica per a la història del cinema estatunidenc. L'institut es va mudar al seu campus actual de 8 hectàrees a Hollywood el 1981. El programa d'entrenament cinematogràfic va créixer per convertir-se en l'AFI Conservatory, una escola acreditada de postgrau.
AFI va traslladar les seves exhibicions de cinema del Centre Kennedy a l'històric AFI Silver Theater and Cultural Center, que ara celebra els seus cèlebres festivals - AFI Fest i AFI Docs - fent així d'AFI l'expositor de cinema sense ànim de lucre més gran al món. AFI educa audiència i reconeix l'excel·lència artística a través dels seus programes de premis i les seves llistes de pel·lícules que reconeixen el ric valor històric de la cultura estatunidenca i l'art que aquestes pel·lícules tenen.